# Hundekvik
Hundekvik (Elymus caninus), også skrevet hunde-kvik, er en flerårig plante i græs-familien. Den vokser i 50-100 cm høje tuer og er vidt udbredt i Europa og Asien. I Danmark vokser hundekvik ret almindeligt på frodig muldbund i løvskove.

## Kendetegn
Bladene er temmelig brede og slappe med en kort skedehinde på cirka 1 millimeter. Småaksene sidder enkeltvist i to rækker med den flade side vendt mod hovedaksen. Der er oftest fem blomster i hvert småaks. Den nedre inderavne i hver blomst har en 7-20 millimeter lang stak.